# Clytie bernardi
Clytie bernardi là một loài bướm đêm trong họ Erebidae.